# Matija Duh
Matija Duh, slovenski spidvejist, * 3. april 1989, Novo mesto, † 3. februar 2013, Bahia Blanca, Argentina.
Matija, ki je bil član kluba AMD Krško in doma iz okolice Krškega, je bil slovenski mladinski in članski reprezentant. Bil je tudi dvakratni mladinski državni prvak leta 2007 in 2009. Vozil je tudi na dirkah serije FIM Speedway Grand Prix. Vozil je tudi na Poljskem in Slovaškem za skupno štiri klube.  

## Smrt
V Argentini je na tamkajšnjem odprtem državnem prvenstvu 30.januarja 2013 padel in utrpel številne poškodbe vključno z zlomljeno lobanjo, zlomljenim kolkom in možgansko krvavitvijo. Umrl je 3.februarja 2013, le dva meseca pred štiriindvajsetim rojstnim dnem.